# Mohamed Bangura
Mohamed Bangura (ur. 27 lipca 1989 w Kambii) – sierraleoński piłkarz występujący na pozycji napastnika.

## Kariera klubowa
Bangura karierę rozpoczynał w 2005 roku w zespole Kallon FC. W 2010 roku został wypożyczony do szwedzkiego trzecioligowca, IFK Värnamo. W tym samym roku podpisał kontrakt z AIK Fotboll z Allsvenskan. Zadebiutował tam 24 lipca 2010 roku w przegranym 0:1 pojedynku z Malmö FF. 8 sierpnia 2010 roku w wygranym 2:1 spotkaniu z IF Brommapojkarna strzelił 2 gole, które były jednocześnie jego pierwszymi w Allsvenskan. W tym samym roku zdobył z zespołem Superpuchar Szwecji.
W 2011 roku Bangura przeszedł do szkockiego Celtiku. W Scottish Premier League pierwszy mecz zaliczył 10 września 2011 roku przeciwko Motherwell (4:0). Następnie grał w AIK Fotboll, IF Elfsborg, İstanbul Başakşehir ponownie w AIK Fotboll, a w 2016 został zawodnikiem chińskiego Dalian Yifang. W 2017 grał w Dalkurd FF, a w 2018 trafił do Akropolis IF.

## Kariera reprezentacyjna
W reprezentacji Sierra Leone Bangura zadebiutował w 2010 roku. Do 2016 rozegrał w niej 20 meczów i strzelił 2 gole.